# دیواره آتش شخصی

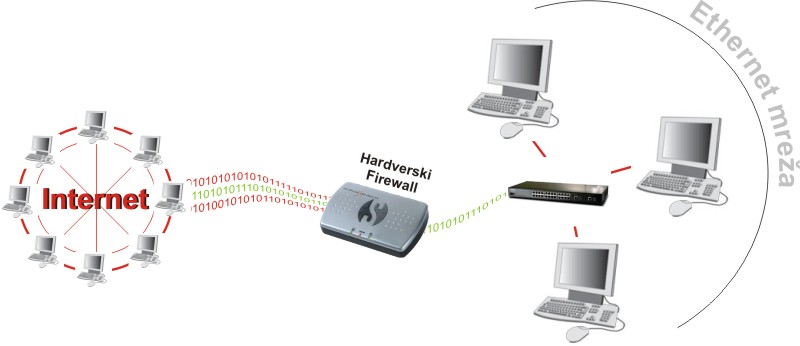
نموداری از ساختار دیواره‌ی آتش -فایروال- در کامپیوتر

دیواره آتش شخصی یک برنامه کاربردی می‌باشد که ترافیک شبکه را از طریق یک کامپیوتر کنترل می‌کند.براساس سیاست‌های امنیتی مجوزی برای برقراری ارتباط ویا انکار آن داده می‌شود.به‌طور معمول لایه کاریردی دیوار آتش این کار را انجام می‌دهد.یک دیوار آتش شخصی در قیاس با دیوار آتش معمولی متفاوت مبیاشد.در قیاس با یک دیوار آتش معمولی که به‌طور معمول بر روی یک رابط تعیین شده بین دو یا چند شبکه نصب شده‌است,ومانند یک روتر یا پروکسی سرور می‌باشد,دیوار آتش شخصی تنها از کامپیوتری که بر روی آن نصب شده‌است محافظت می‌کند.از این رو,دیوارآتش‌های شخصی بر روی یک کامپیوترفردی سیاست‌های امنیتی را تعریف می‌کنند درحالی که دیوارآتش معمولی سیاست کترل بین شبکه‌هایی که به هم متصل هستند را دارد.
دامنه دیوارآتش شخصی در هر کامپبوتری برای محافظت از ماشین‌هایی که در سراسر شبکه‌های مختلف عبور می‌کنند بسیار مفید است. به عنوان مثال,یک لپ‌تاپ ممکن است در محل کار خود که حداقل حفاظت مورد نیاز را با دیوار آتشی معمولی که از پیش وجود داشته‌است , برای خدماتی که نیاز به  پورت باز دارند مانند فایل و به اشتراک گذاشتن چاپگر نیاز به اینترنت قابل اعتمادی که برای انجام این کار مفید باشد, نیاز داشته باشد.این لپ‌تاپ را می‌توان درمکان‌هایی عمومی که از شبکه‌های بی سیم پشتیبانی می‌کنند مانند هتل,فرودگاه وکافه‌ها که در آن امنیت سخت وبیشتری برای محافظت از فعالیت‌های مخرب لازم است استفاده کرد.هنگامی که یک شبکه برای اولین بار در یک سطح قابل اعتماد برای تصمیم گیری ایجاد می‌شود دیوار آتش شخصی به کاربر به سرعت اجازه می‌دهد که یک سیاست امنیتی که منحصرآ در اختیار کاربر قرار دارد رابرای هر شبکه تعیین کند.
بسیاری از دیوارهای آتش شخصی قادر به کنترل ترافیک شبکه که در زمان تلاش برای اتصال و زمان برنامه که توسط کاربر ایجاد می‌شوند,هستند و همچنین سیاست‌های امنیتی نیز بر همین اساس انطباق می یابند.
دیوار آتش‌های شخصی این امکان را به نرم‌افزارهایی که دارای  توانایی تشخیص نفوذ به برنامه یا مشکوک به تلاش برای نفوذ در برنامه هستند را, می‌دهد که اتصال موجود را در همان محل محدود ویا مسدود نماید

## خصوصیات
ویژگی‌های معمول دیوار آتش خصوصی:
محافظت از کاربر در مقابل تلاش‌های ناخواسته اتصال ورودی   
هشدار به کاربر در تلاش برای برقراری اتصال خروجی
اجازه دادن به کاربر که برنامه‌هایی را که می‌توانند ونمی توانند به شبکه‌های محلی یا اینترنت دسترسی داشته باشند کنترل کند.
مخفی کردن کامپیوتر از ژورت اسکن برای پاسخ ندادن ناخواسته به ترافیک شبکه
نظارت بر برنامه‌های کاربردی با گوش دادن به آن برای اتصال به شبکه‌های دریافتی
نظارت وتنظیم همهٔ ورودی وخروجی کاربران اینترنت
جلوگیری از ترافیک ناخواسته شبکه که از برنامه‌های محلی نصب شده به وجود آمده‌است.
فراهم کردن اطلاعاتی در مورد برنامه‌هایی که در تلاش برای برقراری اتصال می‌باشند برای کاربر.
فراهم نمودن اطلاعاتی در مورد سرور مقصد که با نرم‌افزار در تلاش برای برقراری ارتباط می‌باشد.

## انتقاد
- اگر سیستم توسط  نرم‌افزارهای مخرب,نرم‌افزارهای جاسوسی و دیگر نرم‌افزارهای مشابه به خطر بیفتداین برنامه‌ها می‌توانند دبوار آتش را نیز دستکاری کنند ,چرا که هر دوی آن‌ها بر روی سیستم مشابهی هستند.در این حالت امکان دور زدن یا حتی خاموش شدن  دیوار آتش وجود دارد
- هشدار داده شده می‌تواند برای کاربران بدون حواس باشد که اخطار می‌دهند که این اقدام ممکن نیست که مخرب باشد.
- دیوار آتش نرم‌افزاری است که به عنوان واسط با سیستم عامل یا با دیوار آتش یا نرم‌افزار امنیتی در سطح کرنل می‌باشد که به‌طور بالقوه ممکن است باعث بی ثباتی ویا معرفی نقص‌های امنیتی شود.

## دیگر لینک‌ها
- 'Personal Firewalls' are mostly snake-oil.htm[پیوند مرده]
- Software Firewalls- Made of Straw- Part 1.htm[پیوند مرده]
- Firewall Challenge.htm[پیوند مرده]